# Damià Adrover Picornell
Damià Adrover Picornell (Palma, 1874-ídem, 21 de febrero de 1942) tuvo un destacado papel en el mundo del fútbol como presidente del Baleares FC (actual Club Deportivo Atlético Baleares) durante los años 30.
Comerciante de profesión, Adrover entró en la junta directiva del club blanquiazul como vicesecretario (1924-25) y luego como vocal (1928), sin tener un papel relevante.
Sin embargo, el 7 de enero de 1933 fue elegido presidente del club y desde entonces fue reelegido anualmente. Su mandato fue el más prolongado del club hasta el momento: al menos tres años y medio, mientras sus antecesores nunca habían llegado a superar los dos años. En algún momento durante la Guerra Civil fue destituido como presidente (en 1938 ya no ejercía). En 1940 figuraba como vicepresidente primero.
Los hechos más destacados de su mandato fueron, entre otros, la aprobación de unos nuevos estatutos (1933) que sustituyeron los vigentes desde la fundación de la entidad y la creación de la figura de la presidencia de honor del club (1935). Para este cargo fue designada una mujer: Lita Soler, Miss Baleares 1935, un hecho insólito en aquella época, en un mundo futbolístico totalmente masculino. Además funcionó la sección de béisbol, activa intermitentemente entre 1933 y 1935, que no llegó a despegar ante la falta de rivales y de una afición masiva.
A nivel deportivo, el equipo blanquiazul quedó subcampeón del Campeonato de Mallorca en cuatro temporadas consecutivas (1933-34, 1934-35, 1935-36 y 1936-37) y se adjudicó la Copa Presidente de la República en dos ocasiones (1934-35 y 1935-36), así como el trofeo en propiedad.
En el primer partido del Baleares FC después de su muerte, jugado en Son Canals el 22 de febrero de 1942 contra la Juventud Deportiva Llosetense, el equipo llevó brazaletes negros en señal de duelo.